# I Like You (A Happier Song)
Az I Like You (A Happier Song) Post Malone amerikai énekes és rapper, illetve Doja Cat dala, ami 2022. június 7-én jelent meg kislemezként, Post Malone negyedik stúdióalbumáról, a Twelve Carat Toothache-ről. A dalt Post, Doja Cat, illetve Billy Walsh, Louis Bell és Jasper Harris szerezte. A dal eredetileg 2022. június 3-án jelent meg, az albummal együtt. Harmadik lett a Billboard Hot 100-on, amivel Post tizenegyedik, illetve Doja Cat hatodik száma lett, ami elérte a lista első tíz helyét.
2023-ban jelölve volt a Legjobb popduó vagy -együttes teljesítmény díjra a 65. Grammy-gálán, végül alulmaradt Sam Smith és Kim Petras Unholy dalával szemben.

## Kritikák
Ben Devlin (MusicOMH) méltatta, hogy Post Malone és Doja Cat milyen jól tudott együttműködni a dalon. Ezzel ellentétben Robin Murray (Clash) úgy érezte, hogy „Doja Cat el van vesztegetve az I Like You (A Happier Song) dalon.”
A Billboard szerzője, Lyndsey Havens a Twelve Carat Toothache harmadik legjobb dalának nevezte, megjegyezve, hogy „lehetetlen nem mosolyogni” dalszövegén, majd tovább méltatta Doja Cat versszakát és dallamvitelét, ami véleménye szerint „édesebbé” tette a dalt.

## Kereskedelmi teljesítménye
A Twelve Carat Toothache megjelenését követően az I Like You (A Happier Song) kilencedik helyen debütált a Billboard Hot 100-on. Legmagasabb pozíciója a slágerlistán harmadik volt, a Hot 100-on töltött tizenhatodik hetében. Az album legsikeresebb dala lett és Post Malone legmagasabb helyezést szerző dala a Circles megjelenése óta. Magyarországon a Rádiós Top 40 listán 35. lett.

## Videóklip
A dalhoz megjelent egy videóklip is, 2022. július 26-án. 2023 februárjáig 71 millió megtekintése van.

## Slágerlisták

### Heti slágerlisták
| Slágerlista (2022)                    | Legmagasabb pozíció |
| ------------------------------------- | ------------------- |
| Ausztrália (ARIA)                     | 7                   |
| Ausztria (Ö3 Austria Top 40)          | 51                  |
| Belgium (Ultratop 50 Wallonia)        | 31                  |
| Csehország (Rádio Top 100)            | 56                  |
| Csehország (Singles Digitál Top 100)  | 42                  |
| Dánia (Tracklisten Top 40)            | 15                  |
| Dél-Korea (Gaon)                      | 186                 |
| Egyesült Királyság (UK Singles Chart) | 19                  |
| Franciaország (Single Top 100)        | 166                 |
| Global 200 (Billboard)                | 7                   |
| Görögország (IFPI)                    | 18                  |
| Hollandia (Single Top 100)            | 44                  |
| Izland (Plötutíðindi)                 | 16                  |
| Írország (IRMA)                       | 15                  |
| Japán (Billboard Japan)               | 8                   |
| Kanada (Canadian Hot 100)             | 5                   |
| Kanada AC (Billboard)                 | 46                  |
| Kanada CHR/Top 40 (Billboard)         | 1                   |
| Kanada Hot AC (Billboard)             | 10                  |
| Litvánia (AGATA)                      | 29                  |
| Luxembourg (Billboard)                | 18                  |
| Magyarország (Rádiós Top 40)          | 35                  |
| Malajzia (RIM)                        | 10                  |
| Németország (Media Control Charts)    | 59                  |
| Norvégia (VG-lista)                   | 13                  |
| Olaszország (FIMI)                    | 86                  |
| Portugália (AFP Top 100 Singles)      | 20                  |
| Svájc (Schweizer Hitparade)           | 38                  |
| Svédország (Sverigetopplistan)        | 23                  |
| Szingapúr (RIAS)                      | 12                  |
| Szlovákia (Singles Digitál Top 100)   | 35                  |
| US Billboard Hot 100                  | 3                   |
| US Adult Contemporary (Billboard)     | 28                  |
| US Adult Top 40 (Billboard)           | 10                  |
| US Dance/Mix Show Airplay (Billboard) | 12                  |
| US Mainstream Top 40 (Billboard)      | 1                   |
| US Rhythmic (Billboard)               | 1                   |
| Új-Zéland (Recorded Music NZ)         | 6                   |
| Vietnám (Vietnam Hot 100)             | 9                   |

### Év végi slágerlisták
| Slágerlista (2022)               | Pozíció |
| -------------------------------- | ------- |
| Ausztrália (ARIA)                | 27      |
| Belgium (Ultratop 50 Wallonia)   | 136     |
| Dánia (Tracklisten)              | 95      |
| Global 200 (Billboard)           | 87      |
| Kanada (Canadian Hot 100)        | 20      |
| US Billboard Hot 100             | 26      |
| US Adult Top 40 (Billboard)      | 49      |
| US Mainstream Top 40 (Billboard) | 14      |
| US Rhythmic (Billboard)          | 6       |
| Új-Zéland (Recorded Music NZ)    | 42      |

## Minősítések
| Régió                    | Minősítések  | Példányszám |
| ------------------------ | ------------ | ----------- |
| Ausztrália (ARIA)        | Platinalemez | 70 000      |
| Dánia (IFPI DAN)         | Aranylemez   | 45 000      |
| Egyesült Királyság (BPI) | Ezüstlemez   | 200 000     |
| Portugália (AFP)         | Platinalemez | 10 000      |
| Új-Zéland (RMNZ)         | Platinalemez | 30 000      |

## Kiadások
| Régió            | Dátum            | Formátum            | Kiadó            | For.   |
| ---------------- | ---------------- | ------------------- | ---------------- | ------ |
| Egyesült Államok | 2022. június 7.  | kortárs slágerrádió | Republic Mercury | [ 64 ] |
| Olaszország      | 2022. június 10. | rádió               | Universal        | [ 65 ] |